# Челобитный приказ
Челоби́тный прика́з — государственное учреждение на Руси XVI—XVII века, занимавшееся приёмом челобитных. Возникновение его К. А. Неволин относит ко времени Ивана IV, при котором в известии от 1571 года упоминается челобитная изба.
В начале XVII века этот приказ несомненно уже существовал. Во времена Котошихина в нём сидели окольничий и два дьяка.
Предметом ведомства этого приказа было распределение по соответствующим приказам тех челобитных, которые подавались царю во время праздников и в походах, а также объявление решений на них, если царь с боярами их положат.
В челобитном приказе ведались судом дьяки, подьячие, сторожа и рассыльные разных приказов.
Историк Степан Веселовский:

В общих сочинениях по истории Московского государства обыкновенно упоминается только об одной стороне деятельности дворян и дьяков Челобитного приказа. Челобитный приказ сравнивали как бы с собственной канцелярией царя, которая занималась принятием, рассмотрением и решением челобитных, которые население подавало царю во время его выходов из дворца. В действительности дьяк Челобитного приказа, всегда сопровождавший царя на выходах, принимая челобитные, писал на обороте их царский милостивый указ, который никогда не имел в виду разрешить дело. Дьяческие пометы на обороте челобитной были адресованы в соответствующий приказ и содержали приказание царя удовлетворить просителя, «а если за чем дело решить нельзя, то доложить об этом особо государю». Таким образом, первым назначением Челобитного приказа было побуждать все прочие приказы в зависимости от дела рассматривать и по возможности удовлетворять личные обращения к царю. Эта функция дворян и дьяков, ведавших Челобитный приказ, находилась в тесной связи с другой, не менее важной компетенцией.
Дело в том, что подсудность лиц и дел в Московском государстве распределялась очень сложно между множеством ведомственных или территориальных приказов. Все должностные лица, начиная с самых верхов и до низа, находились вне компетенции общих приказов и, как тогда говорили, «судом и управой» были ведомы только в Челобитном приказе. Таким образом, дворяне и дьяки Челобитного приказа по самой сущности своих служебных обязанностей находились в постоянной близости к царю, а Челобитный приказ в правительственном механизме Московского царства был органом контроля и очень важным рычагом.

19 декабря 1677 года приказ этот был соединен с Владимирским судным приказом, в январе 1683 восстановлен, а 9 февраля 1685 упразднен окончательно, и дела его вновь переданы Владимирскому судному приказу.